# Jiyu-Kobo
Jiyu-Kobo (字游工房 Jiyu-Kōbō en japonais) est une entreprise japonaise de photocomposition et une fonderie typographique numérique basée dans le quartier Takadanobaba, Shinjuku à Tokyo. Elle a produit une centaine de polices d’écriture dont notamment la série Hiragino pour la Dainippon Screen Co. (ja), les polices Koburina Gothic, Yu Gothic et Yu Mincho. Certaines de ses polices sont disponibles sur le système OS X ou iOS.
La compagnie a été fondée en 1989 par Tsutomo Suzuki, Keiichi Katada et Osamu Torinoumi, qui est son président depuis le décès de Suzuki en 1998. Elle a reçu le Keinosuke Sato Award en 2002 et le Good Design Award en 2005 pour la série Hiragino, et le TDC Tokyo Prize en 2008.

## Sources
- (en) « OS X: Fonts included with Mavericks », sur Apple.com, 2014
- « Akira Kobayashi, directeur de la typographie », sur Planète typographie, mai 2004
- (en) Luc Devroye, « Jiyukobo »
- « Tokyo TDC Annual Awards 2008 Type Design Prize : JIYU KOBO & Osamu Torinoumi », sur TDC Tokyo, 2008